# Рамзес III
Рамзес III је последњи од највећих фараона који су владали Египтом. Био је египатски фараон XX. династије 
| G39 | N5 |

|                      |    |       |     |   |     |
| \| \| \| \| \| \| \| |    |       |     |   |     |
|                      |    |       |     |   |     |
| C2                   | ms | z · z | HqA | q | iwn |

| C2 | ms | z · z | HqA | q | iwn |

|                      |    |       |     |   |     |
| \| \| \| \| \| \| \| |    |       |     |   |     |
|                      |    |       |     |   |     |
| C2                   | ms | z · z | HqA | q | iwn |

| C2 | ms | z · z | HqA | q | iwn |

| M23 | L2 |

|                   |     |      |   |              |
| \| \| \| \| \| \| |     |      |   |              |
|                   |     |      |   |              |
| ra                | wsr | mAat | i | mn · n · N36 |

| ra | wsr | mAat | i | mn · n · N36 |

|                   |     |      |   |              |
| \| \| \| \| \| \| |     |      |   |              |
|                   |     |      |   |              |
| ra                | wsr | mAat | i | mn · n · N36 |

| ra | wsr | mAat | i | mn · n · N36 |

Рамес Хека-иуну Усер-маат-ре Мери-амон
- Рамес – Обликовао га Ра
- Хека-иуну – Владар Тебе
- Усер-маат-ре – Моћна је правда Ра
- Мери-амон – Драг Амону

владао је Египтом од 1186. до 1155. п. н. е. Био је други владар по реду XX Династије, син Сетнахта и мајке краљице Тиј– Меренес. Рамзес III је имао две жене Тити и Изет, кћерку Тити Млађу и седам синова: Каемуасета, Пара-хер-ен-емефа, Сет-хер-кхепшефа, Амон-хер-кхепшефа, Рамзеса IV, Рамзеса V и Рамзеса VI.

## Историја
Владавина Рамзеса III је по неким изворима трајала, по египатском календару од Прве године 26 дана Првог Шемуа до 32 Године 15 дана Трећег Шемуа, или 31 годину, један месец и 15 дана – Од марта 1186. п. н. е. до априла 1155. п. н. е. 
Рамзес III је ступио на престо Египта и владао у време које се поклапало са почецима Мрачног доба Грчке (око 1100. п. н. е. до 750. п. н. е.) - Пад Микене, Тројански рат - па је његова владавина протекла у сталним сукобима и немирима. Било је то време великих сеоба народа Медитерана, сукоба са Хетитима и са „Народима са мора“.
Првих неколико година своје владавине (од 1186. п. н. е. па до 1180. п. н. е.) Рамзес III је посветио стабилизовању прилика у Египту - јачао је економију краљевине и ојачао је војску, и тако припремљен је могао да одоли ударима племена из Либије (Мешвеш и Сепед) око 1179. п. н. е. Сачувавши западне границе од упада тих племена у ненасељене пустињске области око делте Нила и потукавши своје непријатеље „до ногу“, Рамзес III је доказао своју снагу и моћ великог војсковође и државника. Неколико година касније, око 1175. п. н. е. почињу велика кретања народа на Блиском и Средњем истоку.
Скупина племена која је себе прозвала „Народи мора“ (Филистејци, Денјени (вероватно Данајци из Хомерове „Илијаде"), Шардани, непознати Вешвеши, Тјекеи, вероватно Таурези и Шкелеши, вероватно Сикелси са Сицилије) на свом путу ка Египту, где су намеравала да се насели, на почетку инвазије су, само на тренутак били заустављени у Сирији, а потом су наставили свој поход ка Египту.
Та инвазија је била великих размера и веома добро организована. Копном су наступале војне формације праћена са целокупним становништвом који су са собом носили сву своју покретну имовину, док је велика ратна флота, са мора пратила и следила кретања копнене војске и цивила. Када су се на удару „Народа мора“ нашли и Хетити дошло је до пада неких провинција велике Хетитске империје, а то се сматра и за почетак пропасти империје Хетита .

## Записи из храма Меднет Хабу
Египатско село Set Maat her imenti Vaset или Deir el-Medina (арап. دير المدينة) је било место где су живели уметници (каменорезсци, вајари...) који су градили храмове у Долини краљева и до данас добро очувани посмртни храм Рамзеса III - знаменити Мединет Хабу, у коме су писани и илустровани записи борбе Рамсеса III против „Народа мора“. Према тим записима, Рамсес III је схватио да се походу „Народа мора“ треба одупрети и деловао је веома брзо и одлучно. Послао је извидницу - гласнике на источне границе свога царства са наредбом да се све расположиве локалне војне снаге ставе у приправност и одлучно супротставе „Народима мора“ до доласка главних војних снага Египта. Неко време су локалне војске успевале да одоле нападима „Народа мора“, а са доласком главнине египатске војске долази до великих борби на самој источној граници Египта, где војска Рамзеса III успева да нанесе огромне жртве војсци „Народа мора“, која се после тог сукоба почела повлачити према Сирији. Мада је копнена инвазија била заустављена и копнена војска уништена, остала је још опасност од морске флоте „Народа мора“, која је, кроз један источни рукавац на ушћу Нила, покушала да продре у дубину територије Египта.
Египћани нису били познати као војна поморска сила, и вероватно би били поражени у типчној борби на мору, али, услед близине обале, јер се битка одиграла у рукавцу Нила, ова битка се практично претворила у копнену борбу. У међувремену се војсци Египта, на бојишту у рукавцима Нила, прикључила и главнина египатских снага и тада је дошло до коначног слома инвазионих снага „Народа мора“, које су се почеле повлачити. Задовољни победом, и не јурећи непријатеља, египатске снаге се враћају у град Тебу да прославе своју победу, коју су пре свега приписали милости Амона, бога Тебе.
После победе над „Народима мора“, Египат је живео у миру још неколико године, а онда око 1170. п. н. е. Либијци заједно са племеном Мешвеш и са још пет племена нападају Египат. У првом налету продиру дубоко у делту Нила покушавајући да освоје нове територије, али и овога пута је Рамзес III одлучно и брзо реаговао и зауставио поход либијаца. Ратни плен је, као и у случају са пленом после победе над „Народима мора“, био однесен свештеницима у храмове посвећеним богу Амону. Египат је под Рамзесом III све више истицао и величао култ бога Амона. Свака ратна кампања, а њих је било још неколико, је својим ратним пленом све више пунила Амонове ризнице, па је то свештенство постало међу најбогатијим у Египту. Такав однос је умногоме утицао на слабљење Египта, тако да је, доласком фараона из XXI династеји, моћ Египта била све мања и мања. Рамзес III је био последњи велики фараон Египта, који је, својим односом према свештенству, утицао на то да се сјај Египта полако губио а територије смањивале.

## Смрт Рамзеса III
Захваљући Антонију Чарлсу Харису (1790–1869) који је одгонетнуо папирус на коме је записано о завери која је претходила смрти Рамзеса III, данас знамо да је заверу против фараона покренула и организовала његова друга жена Тити, а којој су помогле и конкубине из харема Рамзеса III. Веровато незадовољна сазнањем да ће наследник Рамзеса III бити Рамзес IV, син Изис и Рамзеса III, а не њен син Пентавер, она, са још 40 људи је организовала заверу. Из Харисовог папируса се не види да ли је завера успела, али 17 дана после је умро Рамзес III. После смрти Рамзеса III се судило групи завереника и они су, свих 40 били осуђени на смрт. Није доказано да ли су они криви за Рамзесову смрт и на који је начин он умро, мада многи претпостављају да је убијен змијским отровом, јер је у његовој руци пронађена амајлија против змијских уједа. Према новим студијама, у питању је било пресецање гркљана.